# Thee Silver Mt. Zion
Thee Silver Mt. Zion (znany poprzednio jako A Silver Mt. Zion, The Silver Mt. Zion Memorial Orchestra & Tra-La-La Band, Thee Silver Mt. Zion Memorial Orchestra and Tra-La-La Band with Choir oraz Thee Silver Mountain Reveries) – kanadyjski zespół post-rockowy pochodzący z Montrealu. 

## Historia
Utworzonym w 1999 przez trójkę muzyków z Godspeed You! Black Emperor, gitarzystę Efrima Menucka, skrzypaczkę Sophie Trudeau i basistę Thierry'ego Amara. Zespół używa różnych wariacji swojej nazwy i konsekwentnie każdy kolejny album wydaje pod inną nazwą, jednakże dla określenia ogółu twórczości używa skrótowca SMZ Po zmianach w 2008 roku zespół liczy obecnie pięciu członków.

Muzyka grana przez zespół określana jest jako post-rock, sami artyści podchodzą jednak do tego określenia z rezerwą.
11 października 2008 roku formacja wystąpiła po raz pierwszy w Polsce, we wrocławskim CRK.

## Warstwa liryczna
Efrim Menuck jest autorem większości tekstów zespołu, ale inni członkowie również nierzadko mają swój wkład. W warstwie lirycznej wyraźne są motywy polityczne, obejmujące różnorodne tematy, od anarchizmu po wojnę i wolność. 13 Blues for Thirteen Moons, wydany w marcu 2008, był pierwszym albumem zawierającym arkusze z tekstami we wkładce.

## Dyskografia

### LP
- He Has Left Us Alone but Shafts of Light Sometimes Grace the Corners of Our Rooms (2000)
  - jako: A Silver Mt. Zion
- Born Into Trouble As The Sparks Fly Upwards (2001)
  - jako: The Silver Mt. Zion Memorial Orchestra & Tra-La-La Band
- This is Our Punk-Rock, Thee Rusted Satellites Gather + Sing (2003)
  - jako: The Silver Mt. Zion Memorial Orchestra & Tra-La-La Band with Choir
- Horses in the Sky (2005)
  - jako: Thee Silver Mt. Zion Memorial Orchestra & Tra-La-La Band
- 13 Blues for Thirteen Moons (2008)
  - jako: Thee Silver Mt. Zion Memorial Orchestra & Tra-La-La Band
- Kollaps Tradixionales (2010)
  - jako: Thee Silver Mt. Zion Memorial Orchestra
- 2014: Fuck Off Get Free We Pour Light on Everything
  - jako: Thee Silver Mt. Zion Memorial Orchestra

### EP
- 2004: The "Pretty Little Lightning Paw" E.P.
  - jako: Thee Silver Mountain Reveries
- 2012: "The West Will Rise Again" E.P.
  - jako: Thee Silver Mt. Zion Memorial Orchestra
- 2014: Hang on to Each Other
  - jako: Thee Silver Mt. Zion Memorial Orchestra

### Kompilacje
- 2004: Song of the Silent Land